# Cain và Abel

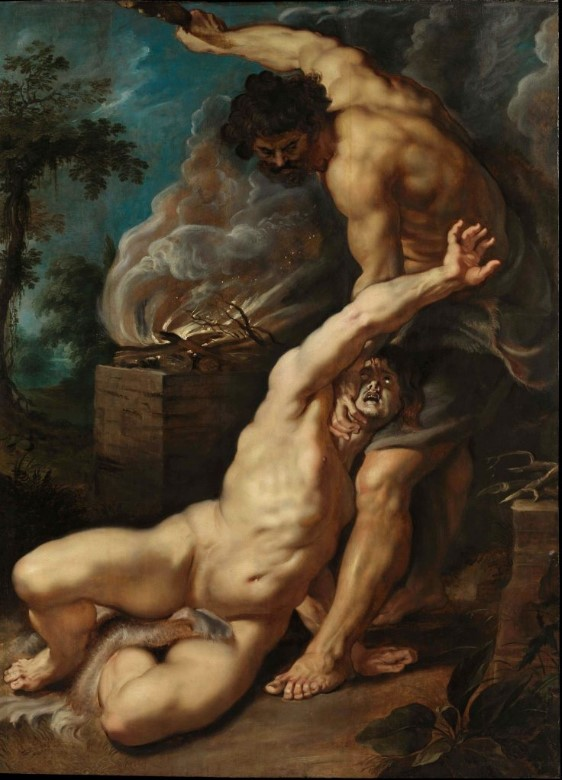
Cain giết Abel. Tranh của Peter Paul Rubens.

Trong các tôn giáo Abraham, Cain và Abel (phiên âm tiếng Việt: Ca-in và A-ben, hay A-bên, trước đây cũng gọi là A-bê-lê từ tiếng Ý: Abele, tiếng Hebrew: הֶבֶל,קַיִן Qayin, Hevel) là hai người con trai đầu của Adam và Eva. Họ làm lụng cung cấp thực phẩm cho gia đình: người anh Cain trồng trọt, còn người em Abel chăn nuôi súc vật. Khi hai người hiến tế lên Chúa Trời, Ngài yêu thích sự vâng lời của Abel dâng vật hiến tế. Sau đó, Cain đã giết Abel, gây nên cái chết đầu tiên của toàn nhân loại. Chúa đày ải Cain, nhưng sau đó đã giảm nhẹ hình phạt khi Cain kêu than rằng hình phạt của mình quá nặng. Cain là người đầu tiên được thai nghén sinh ra, còn Abel là người đầu tiên chết đi. Các nhà lý giải cho rằng động cơ của vụ giết hại là do lòng đố kỵ và ghen ghét.